# Stadion an der Kinderlehre
Das Stadion an der Kinderlehre ist ein Fußballstadion in der rheinland-pfälzischen Ortsgemeinde Enkenbach-Alsenborn, Landkreis Kaiserslautern, in der Pfalz.

## Lage und Ausstattung
Das Stadion an der Kinderlehre liegt am nördlichen Ortsrand von Alsenborn. Das Fassungsvermögen liegt heute bei 13.000 Plätzen. Bis zum Umbau der Anlage befanden sich auf der Haupttribüne rund 300 überdachte Sitzplätze. Sie wurde in den Jahren 2018 und 2019 abgerissen und durch eine moderne Tribüne ersetzt. Im Zuge dieser Umbauarbeiten wurden auch der Sprecherturm und die Stehränge entfernt, die auf der Gegengeraden zu finden waren. Die Sanierung und der Erhalt dieser markanten Gebäude waren finanziell nicht zu stemmen. Die Spielfläche besteht aus Naturrasen. Das Stadion verfügt über eine Flutlichtanlage und einen Nebenplatz. Vor dem Eingang steht ein Gedenkstein für den früheren Nationalspieler Fritz Walter, der in Alsenborn wohnte.

## Geschichte
Die Anlage wurde im Jahre 1932 eröffnet. Der Name Kinderlehre stammt von einem einstigen Flurnamen. Wo heute das Stadion steht war früher eine sumpfige Wiese, die von Bewässerungsgräben durchzogen war. Diese Gräben wurden im lokalen Dialekt Kändeln genannt; das Wort „Kändel-Erde“ soll sich zu „Kinderl-Ehre“ bzw. „Kinderlehre“ entwickelt haben. Die Zuschauerkapazität lag anfangs bei 8.000 Plätzen. Nachdem der SV Alsenborn dreimal in Folge aufstieg und im Jahre 1965 die seinerzeit zweitklassige Regionalliga Südwest erreichte, wurde das Stadion an der Kinderlehre auf 10.000 Plätze erweitert. In den Jahren 1968, 1969 und 1970 wurden die Alsenborner jeweils Meister der Regionalliga Südwest.
Für die Spiele in der Aufstiegsrunde zur Bundesliga wich der SV Alsenborn jeweils in das Südweststadion in Ludwigshafen am Rhein aus. Im Jahre 1974 konnten sich die Alsenborner sportlich für die neu geschaffene 2. Bundesliga qualifizieren. Um auch die technischen Voraussetzungen zu erfüllen wurde die Kinderlehre auf 16.000 Plätze ausgebaut. Die Spielfläche wurde umzäunt, die Stehränge modernisiert und der Ausbau der Haupttribüne auf 1.050 überdachte Sitzplätze wurde beschlossen. Dennoch erhielt der SV Alsenborn vom Deutschen Fußball-Bund keine Lizenz, wovon der 1. FC Saarbrücken profitierte.